# 해리슨 리드
해리슨 제임스 리드(Harrison James Reed, 1995년 1월 27일 워딩 ~ )는 잉글랜드의 축구 선수이다. 현재 풀럼에서 활약하고 있다.